# Andreas Hyperius

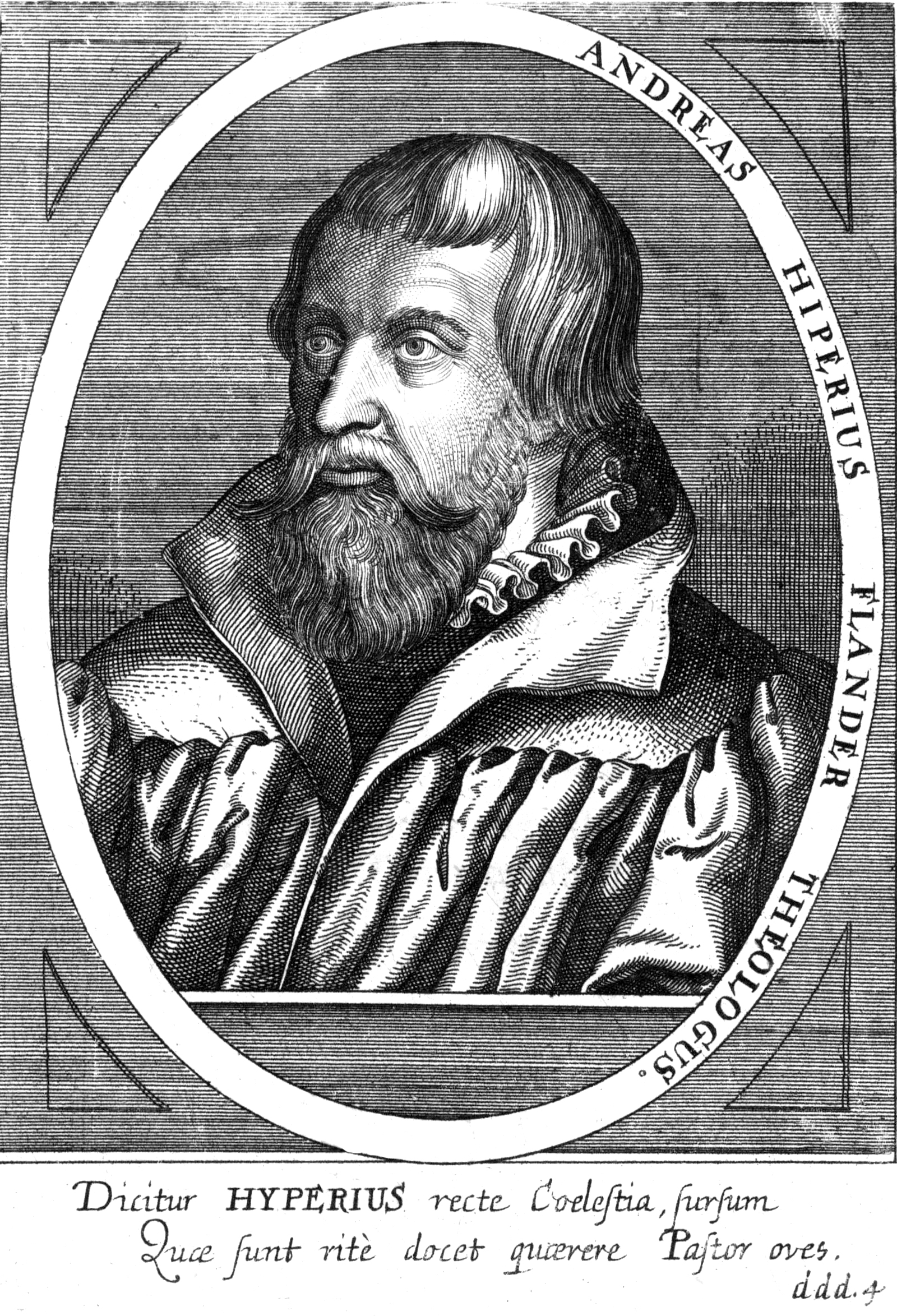
Andreas Hyperius

Andreas Hyperius (latinisiert aus „Ypern“, dem Namen seiner Geburtsstadt), eigentlich Andreas Gerhard oder Andreas Gheeraerdts (* 16. Mai 1511 in Ypern, Flandern; † 1. Februar 1564 in Marburg, Hessen), war ein reformierter Theologe, Hochschullehrer und Reformator.

## Leben
Andreas Gerardi war der Sohn von Andreas Gerhard († 1525), eines angesehenen Juristen, Notars und Prokurator im flandrischen Ypern. Seine Mutter war Katharina Coëts, die aus einer Genter Patrizierfamilie stammte. Humanistisch vorgebildet, führte er seit seinem zwölften Lebensjahr das übliche Scholarendasein. 1523 lernte er an einer humanistischen Schule in Lille, 1528 in Löwen. Von dort ging er als Magister nach Paris, wo er an der Universität 1528 bis 1531 griechische und römische Literatur und Philosophie studierte. Johannes Sturm, mit dem er dort befreundet war, leitete ihn zur reformatorischen Auffassung hin. 1532 bis 1537 folgte das Studium der Theologie. Während dieser Zeit unternahm er auch Reisen nach Frankreich und Oberitalien, später in die Niederlande, ins nördliche Deutschland, Kursachsen und Hessen, wo er Universitäten, an denen die neue evangelische Theologie vertreten war, besuchte.
Als sein väterliches Erbe erschöpft war und er weder in der Heimat noch in England eine Stelle fand, wandte er sich an seinen Landsmann Gerhard Geldenhauer, der ihn in Marburg festhielt. Hier wurde er 1541 dessen Nachfolger als Professor der Theologie an der Universität Marburg, an der er 1546, 1549 und 1561/1562 auch als Rektor der Universität wirkte. Nach der langen Wanderzeit fand er hier sein bleibendes Wirkungsfeld. Am 17. August 1553 wurde er zum Doktor der Theologie an dieser Universität promoviert.

## Wirken
An der Universität Marburg gewann er hohes Ansehen, er lehrte historische, systematische und praktische Theologie in lateinischer Sprache und blieb als Professor tätig bis zu seinem Tod 1564. Er vertrat Martin Bucers Theologie und hielt hauptsächlich exegetische Vorlesungen. Sein enzyklopädisches Hauptwerk De recte formando theologiae studio und seine Homiletik De formandis concionibus sacris machten ihn bekannt. Seitdem gilt er als Vater der praktischen Theologie und Begründer einer wissenschaftlichen Predigtlehre. Eine große Bedeutung hat er auch für die hessische Landeskirche. Landgraf Philipp hatte großes Vertrauen zu ihm und berief ihn in alle Synoden und Visitationen. Zuletzt arbeitete er noch eine Landesagende aus, die postum 1566 erschien, aber bereits 1574 durch eine andere Kirchenordnung abgelöst wurde.

## Predigtlehre
In seinen Vorlesungen und Schriften vertrat Hyperius das reformatorische Bekenntnis der Sola scriptura, dass die Heilige Schrift allein zu verkündigen sei, denn sie rufe die Menschen zum Heil und zur Versöhnung mit Gott. Die Bibel sei Quelle der Predigt, und der Prediger wende sich in klarer und deutlicher Rede an die gegenwärtige Zuhörerschaft, damit das Wort Gottes kraftvoll zum Volk Gottes durchdringen könne. Die Heilige Schrift enthalte selbst Predigten wie die Gleichnisse Jesu und die Briefe des Paulus, die ein einheitliches Thema haben würden. Eine Predigt sei ernsthaft und betend vorzubereiten, vom Prediger selbst beherzigt zu werden, formal in drei Abschnitte zu unterteilen, das Thema sei zu benennen und argumentativ und logisch zu erklären. So können die Zuhörer vom Tod zum Leben durchdringen, mit dem Wort Gottes genährt und an Gott gebunden werden. Dem Gottesvolk solle auch Trost gespendet, zugleich muss es aufgefordert werden, an der Wahrheit festzuhalten und Falsches zu verwerfen, gottgefällig zu leben und gottloses Handeln zu meiden.

## Familie
Am 27. Februar 1544 heiratete er Katharina Orth († 1567) in Marburg. Sie war die Witwe des Rentmeisters Johannes Grebe in Battenberg und Tochter des Rentmeisters Ludwig Orth († 1523) in Marburg und seiner Frau Catharina von Sassen. Sie hatten sechs Söhne, wobei vier jung starben, und vier Töchter. Die bekanntesten waren Lorenz († 1594), der Arzt und Leibmedikus in Kassel war und Catharina, die mit dem Pfarrer Johannes Molitor († 1584) verheiratet war, der die Kommentare seines Schwiegervaters Hyperius herausgab.

## Schriften (Auswahl)
- De formandis concionibus sacris, Marburg 1553.
- De recte formando theologiae studio, Basel 1556.
- Calendarium Sacrae Scipturae, Johannes Oporinus, Basel 1563.
- Methodi Theologiae, siue praecipuorum Christianae religionis Locorvm Commvnivm Libri tres, Johannes Oporinus, Basel 1567, 1568 und 1574.
  - The Practise of Preaching, Otherwise Called the Pathway to the Pulpet Conteyning an Excellent Method how to Frame Divine Sermons, & to Interpret the Holy Scriptures According to the Capacitie of the Vulgar People, englische Übersetzung von John Ludham, Thomas East, London 1577.
- Varia opuscula theologica ... nunc ... primum in lucem data, H. Victor, 1570.
- In Iesaiae Prophet[ae] Oracula Annotationes breves & eruditae, Johannes Oporinus, Basel 1574.
- Commentarii D. Andreae Hyperii, doctissimi ac clarissimi theologi, in epistolam D. Pauli ad Romanos, et utramque ad Corinthios, Band 1, herausgegeben von Johannes Mylius, Christoph Froschauer, Zürich 1583.
- Commentarii D. Andreae Hyperii, doctissimi ac clarissimi theologi, in epistolas D. Pauli ad Galatas & Ephesios, Band 2, herausgegeben von Johannes Mylius, Christoph Froschauer, Zürich 1582.
- Commentarii in epistolas D. Pauli ad Philippenses, Colossenses ac Thessalonicenses ambas, doctissimi viri ac clarissimi theologi Andreae Hyperii, Band 3, herausgegeben von Johannes Mylius, Christoph Froschauer, Zürich 1582.
- Commentarii D. Andreae Hyperii doctissimi in epistolas D. Pauli ad Timotheum, Titum, Philemonem & D. Iudae, Band 4, herausgegeben von Johannes Mylius, Christoph Froschauer, Zürich 1582.
- Commentarii D. Andreae Hyperii doctissimi ac clarissimi theologi in epistolam D. Pauli Apostoli ad Hebraeos, Band 5, herausgegeben von Johannes Mylius, Christoph Froschauer, Zürich 1584.
- Compendium physices Aristoteleae. Cum locuplete rerum & uerborum memorabilium indice, Oporinus, Basel 1585.
- De Catechesi libellus in gratiam Ivvenvm Catechetarvm, Helmstadt, Hamm, 1704.
  - Die Homiletik und die Katechetik des Andreas Hyperius, verdeutscht und mit Einleitungen versehen von Ernst Christian Achelis und Eugen Sachse, Reuther & Reichard, Berlin 1901.
- De methodo in conscribenda historia ecclesiastica consilium, nunc primu edidit G. J. Mangold, 1866.